# Spalangia cameroni
Spalangia cameroni är en stekelart som beskrevs av Perkins 1910. Spalangia cameroni ingår i släktet Spalangia och familjen puppglanssteklar. Arten är reproducerande i Sverige. Inga underarter finns listade i Catalogue of Life.